# Gastro (restaurang)
Gastro är en prisbelönt restaurang grundad 1998 som är belägen på Järnvägsgatan 3 i Helsingborg. Restaurangen ägs och drivs av Sara och Per Dahlberg. Kökschef sedan 1999 är Karl Bengtsson.
Notera - beskrivningen av hur restaurangen ser ut baseras på hur det var på den tidigare adressen. Själva restaurangen är indelad i en bistrodel närmast entrén i anknytning till baren och längre in i lokalen ligger "Fine dining-matsalen" som skärmas av med hjälp av glasväggar. I bistordelen, kallad Bistro G, serveras en lättare, tapasinspirerad meny. Restaurangen har av restaurangguiden White Guide utsetts till att hålla "Svensk mästarklass" åren 2005, 2006, 2007, 2008 och 2009. I 2010 års upplaga av White Guide uppnådde Gastro klassificeringen "Internationell mästarklass", med en åttondeplats totalt bland Sveriges restauranger. Utöver detta tilldelades Per Dahlberg år 2005 Gastronomiska Akademiens Guldmedalj för utomordentliga insatser för svensk matkultur. Restaurangen har även utsetts till Guldkrog av Stiftelsen Sveriges bästa bord.
Förutom restaurangen driver man Restaurang Dahlberg på Helsingborg Arena. Man samarbetar även med vinklubben Le Bastion. Restaurangen arrangerar vinprovningar och vinresor, matlagningskurser för vuxna, men också för barn i projektet "Barn i köket". Som ett led i matutbildningen för barn utkom restaurangen år 2007 med boken Gastros kök : Gourmetmat för unga kockar. Under Helsingborgsfestivalen 2009 drev Gastro tillsammans med Lagmark Gastronomi ett mattält med gourmetmat med skånsk inspiration.